# Vitalij Rumiancev
Vitalij Rumiancev (ur. 15 marca 1985 w Wilnie) – litewski narciarz alpejski, dwukrotny uczestnik zimowych igrzysk olimpijskich, czterokrotny uczestnik mistrzostw świata w narciarstwie alpejskim.
W latach 2006–2010 dwukrotnie wziął udział w zimowych igrzyskach olimpijskich. Na igrzyskach w Turynie zajął 44. miejsce w slalomie, a w slalomie gigancie został zdyskwalifikowany. Cztery lata później w Vancouver był 59. w slalomie gigancie, a slalomu nie ukończył.
W latach 2003–2011 czterokrotnie uczestniczył w mistrzostwach świata w narciarstwie alpejskim. Debiut w tej imprezie zaliczył podczas mistrzostw w Sankt Moritz, zajmując 64. miejsce w slalomie gigancie. W slalomie nie ukończył drugiego przejazdu i nie został sklasyfikowany. W 2005 roku w Bormio był 55. w slalomie, a slalomu giganta nie ukończył. Dwa lata później w Åre osiągnął najlepsze w karierze rezultaty w imprezie tej rangi – był 32. w slalomie i 40. w slalomie gigancie. W ostatnim występie w mistrzostwach świata, w 2011 roku w Garmisch-Partenkirchen, zajął 45. miejsce w slalomie, a w slalomie gigancie nie ukończył rywalizacji.
Dwa razy w karierze wystąpił w zawodach Pucharu Świata. W obu przypadkach (28 października 2007 i 25 października 2009 w Sölden) został zdyskwalifikowany podczas pierwszego przejazdu w slalomie gigancie.